# Sojus TM-15
Sojus TM-15 ist die Missionsbezeichnung für den Flug eines russischen Sojus-Raumschiffs zur russischen Raumstation Mir. Es war der 15. Besuch eines Sojus-Raumschiffs bei der Raumstation Mir und der 91. Flug im russischen Sojusprogramm. 

## Besatzung

### Startbesatzung
- Anatoli Jakowlewitsch Solowjow (3. Raumflug), Kommandant
- Sergei Wassiljewitsch Awdejew (1. Raumflug), Bordingenieur
- Michel Tognini (1. Raumflug), Wissenschaftskosmonaut ( CNES/ Frankreich)

### Ersatzmannschaft
- Gennadi Michailowitsch Manakow, Kommandant
- Alexander Fjodorowitsch Poleschtschuk, Bordingenieur
- Jean-Pierre Haigneré, Wissenschaftskosmonaut ( CNES/ Frankreich)

### Rückkehrmannschaft
- Anatoli Jakowlewitsch Solowjow (3. Raumflug), Kommandant
- Sergei Wassiljewitsch Awdejew (1. Raumflug), Bordingenieur

## Missionsüberblick
Während der zweiwöchigen, französischen Mir-Antares-Mission wurden elf Experimente aus den Bereichen Biomedizin, Technologie und Physik durchgeführt. ORTHOSTATISME beschäftigte sich mit der Untersuchung von Blutdruck und Kreislaufregulierung sowie mit der Verteilung der Blutströmung in der Schwerelosigkeit. Ebenso wurden die Auswirkungen auf den Hormonhaushalt erforscht. Im Experiment ILLUSION wurde die Anpassung der Sinnesorgane an die Weltraumbedingungen untersucht. Bei NAUSICAA 1 ging es um Messung der Zusammensetzung und Stärke des Strahlungsfeldes, welches die Raumfahrer umgibt. Weitere Experimente beschäftigten sich mit der Lebensdauer von Blutkörperchen und Auswirkungen auf das Immunsystem. Kristallzüchtung, die Wirkung kosmischer Strahlung auf elektronische Bauteile und das Verhalten von Flüssigkeiten in der Schwerelosigkeit waren weitere Untersuchungsgegenstände.
Nach dem Abkoppeln von Sojus TM-14 (Wiktorenko / Kaleri / Tognini) begann für die zwölfte Stammbesatzung der Station der Alltag. Geophysik, materialwissenschaftliche Herstellung spezieller Legierungen und Kristalle, biotechnologische, astronomische und medizinische Untersuchungen standen im Mittelpunkt. Außerdem wurde der Kleinsatellit MAK 2 für das Moskauer Luftfahrtinstitut ausgesetzt.
Viermal stiegen Solowjow und Awdejew ins All aus, um die Umbauarbeiten an der Station fortzusetzen. So montierten sie am 3. September den mit dem Transportschiff Progress M-14 angelieferten Triebwerksblock SOFORA am entsprechenden Gittermast. Dazu wurde das Transportraumschiff entsprechend modifiziert. Am 2. September wurde per Funkbefehl die Ladeluke des Frachters geöffnet, und ein Roboterarm, der am vorderen Teil von Progress M-14 befestigt war, hievte das 750 kg schwere und mehr als zwei Meter lange Triebwerk aus dem Laderaum. Anschließend wurde es zum Kwant-Modul herübergeschwenkt und am nächsten Tag von den Kosmonauten vom Roboterarm gelöst und in Montageposition gebracht (3:56 Stunden Dauer). Vier Tage später wurde SOFORA am Gittermast in der richtigen Position befestigt (5:08 Stunden). Beim dritten Ausstieg am 11. September wurden die notwendigen Kabelverbindungen installiert und das Triebwerk durch Ausfahren des Gittermastes in Arbeitsposition gebracht (5:44 Stunden). Bei einem weiteren Ausstieg am 15. September montierten die Kosmonauten eine spezielle Antenne für das Annäherungssystem Kurs am Kristall-Modul, die auch das Andocken größerer Raumfahrzeuge gestattet. Dafür war Kristall bereits auf der Erde mit den verbesserten Kopplungsaggregaten APAS-89 ausgerüstet worden. Das Gegenstück wurde auch an den die Mir anfliegenden US-Shuttles montiert, um die Kopplung der amerikanischen Raumfähren an der russischen Raumstation zu ermöglichen. Die Rückkehrkapsel von Progress M-14 wurde kurz vor dem Ablegen mit etwa 150 kg Forschungsmaterial beladen. Eine weitere Materiallieferung erfolgte mit Progress M-15 im Oktober, bevor die Crew Ende Januar 1993 von der Nachfolgebesatzung abgelöst wurde.